# Julia Morley
Pour les articles homonymes, voir Morley.
Julia Evelyn Morley, née en 1939 à Londres, est une femme d'affaires britannique, présidente du Comité Miss Monde depuis 2000.

## Biographie
Née Julia Pritchard à Londres, elle travaille comme mannequin et rencontre Eric Morley, le directeur du Groupe Rank (en) (un groupe de casinos), dans une salle de danse à Leeds en Angleterre. Ils se marient en 1960 et, elle devient la présidente de Miss Monde après sa mort en 2000. 
En 2009, elle a utilisé l'ouverture de l'élection de Miss Monde pour lancer le Variety International Children’s Fund avec un dîner de charité qui a récolté plus de 400 000 dollars pour des projets nutritionnels, éducatifs et médicaux en Haïti.
Quand Simon Cowell reçoit le Prix humanitaire 2010 à la Conférence mondiale des variétés à Hollywood, il fait remarquer que c'est Julia Morley qui aurait dû recevoir le prix à sa place, pour son travail en tant qu'humanitaire. Quelques mois plus tard, Julia Morley reçoit le Humanitarian Award décerné par Variety of Ireland.